# Little Miss Happiness
Little Miss Happiness er en amerikansk stumfilm fra 1916 af John G. Adolfi.

## Medvirkende
- June Caprice som Lucy White.
- Harry Hilliard som Dave Allen.
- Zena Keefe som Sadie Allen.
- Sara Alexander som White.
- Sidney Bracey som Jim Butterfield.